# Батурята (деревня)
Батурята — деревня в Берёзовском муниципальном округе Пермского края России.

## История
Известна с 1904 года как д. Батурина.
Согласно Закону Пермского края от 17 ноября 2011 года N 863-ПКфактически слившиеся деревня Батурята и посёлок Батурята преобразованы в один населенный пункт деревня Батурята.
До 27 мая 2019 года входила в состав ныне упразднённого Кляповского сельского поселения Берёзовского района.

## География
Деревня находится в юго-восточной части края, в пределах Кунгурско-Красноуфимской лесостепи, на левом берегу реки Барды, на расстоянии приблизительно 20 километров (по прямой) к северо-востоку от села Берёзовки, административного центра округа. Абсолютная высота — 186 метров над уровнем моря.
Климат
Климат характеризуется как умеренно континентальный, с продолжительной многоснежной холодной зимой и коротким умеренно тёплым летом. Среднегодовое количество осадков — 500 − 550 мм. Среднегодовая высота снежного покрова достигает 70 см.

## Население
| 2010 |
| ---- |
| 4    |

Половой состав
По данным Всероссийской переписи населения 2010 года в половой структуре населения мужчины составляли 75 %, женщины — соответственно 25 %.
Национальный состав
Согласно результатам переписи 2002 года, в национальной структуре населения русские составляли 80 % из 5 чел.

## Инфраструктура
Личное подсобное хозяйство.

## Транспорт
Просёлочные дороги.